# Segretario di Stato degli Stati Uniti d'America
Il segretario di Stato degli Stati Uniti d'America (in inglese: United States Secretary of State) è il capo del Dipartimento di Stato, membro del gabinetto del presidente degli Stati Uniti d'America. Il suo campo di lavoro non è costituito solo dagli affari esteri, ma ha anzi competenze anche in ambito interno: si tratta del segretario più alto di grado del gabinetto. Tra le altre, svolge anche le funzioni di guardasigilli che in vari Stati sono invece attribuite al ministro della giustizia.

## Storia
Il 13 gennaio 1781 il Congresso continentale istituì la carica di segretario agli affari esteri, a capo dell'omonimo dipartimento. 
Il 27 luglio 1789 il presidente George Washington portò a trasformare un documento congressuale in legge, che riautorizza un reparto di affari esteri con ruolo esecutivo, diretto da un'omonima segreteria. 
Il segretario di Stato è il quarto in linea di successione nel caso in cui contemporaneamente il presidente, il vicepresidente, lo speaker della Camera dei rappresentanti e il presidente pro tempore del Senato morissero.

## Elenco dei Segretari di Stato
Partiti
     Nessun partito
     Federalista
     Democratico-Repubblicano
     Democratico
     Whig
     Repubblicano
Status
     Segretario di Stato facente funzioni
| No. | Foto                                                     | Nome                                         | Stato di residenza       | Mandato           | Mandato           | Presidente   | Presidente              |
| No. | Foto                                                     | Nome                                         | Stato di residenza       | Inizio            | Termine           | Presidente   | Presidente              |
| --- | -------------------------------------------------------- | -------------------------------------------- | ------------------------ | ----------------- | ----------------- | ------------ | ----------------------- |
| -   | John Jay                                                 | John Jay come Segretario degli Affari Esteri | New York                 | 26 settembre 1789 | 22 marzo 1790     |              | George Washington       |
| 1   | Thomas Jefferson                                         | Thomas Jefferson                             | Virginia                 | 22 marzo 1790     | 31 dicembre 1793  |              | George Washington       |
| 2   | Edmund Randolph                                          | Edmund J. Randolph                           | Virginia                 | 2 gennaio 1794    | 20 agosto 1795    |              | George Washington       |
| 3   | Timothy Pickering                                        | Timothy Pickering                            | Massachusetts            | 20 agosto 1795    | 10 dicembre 1795  |              | George Washington       |
| 3   | Timothy Pickering                                        | Timothy Pickering                            | Massachusetts            | 10 dicembre 1795  | 4 marzo 1797      |              | George Washington       |
| 3   | Timothy Pickering                                        | Timothy Pickering                            | Massachusetts            | 4 marzo 1797      | 12 maggio 1800    |              | John Adams              |
| -   |                                                          | Charles Lee (facente funzioni)               | Virginia                 | 13 maggio 1800    | 5 giugno 1800     |              | John Adams              |
| 4   | John Marshall                                            | John Marshall                                | Virginia                 | 13 giugno 1800    | 4 marzo 1801      |              | John Adams              |
| -   |                                                          | Levi Lincoln, Sr. (facente funzioni)         | Massachusetts            | 5 marzo 1801      | 1º maggio 1801    |              | Thomas Jefferson        |
| 5   | James Madison                                            | James Madison                                | Virginia                 | 2 maggio 1801     | 3 marzo 1809      |              | Thomas Jefferson        |
| 6   | Robert Smith                                             | Robert Smith                                 | Maryland                 | 6 marzo 1809      | 1º aprile 1811    |              | James Madison           |
| 7   | James Monroe                                             | James Monroe                                 | Virginia                 | 2 aprile 1811     | 30 settembre 1814 |              | James Madison           |
| 7   | James Monroe                                             | James Monroe                                 | Virginia                 | 30 settembre 1814 | 28 febbraio 1815  |              | James Madison           |
| 7   | James Monroe                                             | James Monroe                                 | Virginia                 | 28 febbraio 1815  | 3 marzo 1817      |              | James Madison           |
| -   |                                                          | John Graham (facente funzioni)               | Kentucky                 | 4 marzo 1817      | 9 marzo 1817      |              | James Monroe            |
| -   |                                                          | Richard Rush (facente funzioni)              | Pennsylvania             | 10 marzo 1817     | 22 settembre 1817 |              | James Monroe            |
| 8   | John Quincy Adams                                        | John Quincy Adams                            | Massachusetts            | 5 marzo 1817      | 3 marzo 1825      |              | James Monroe            |
| -   |                                                          | Daniel Brent (facente funzioni)              |                          | 4 marzo 1825      | 7 marzo 1825      |              | John Quincy Adams       |
| 9   | Henry Clay                                               | Henry Clay                                   | Kentucky                 | 7 marzo 1825      | 3 marzo 1829      |              | John Quincy Adams       |
| -   |                                                          | James A. Hamilton (facente funzioni)         | New York                 | 4 marzo 1829      | 27 marzo 1829     |              | Andrew Jackson          |
| 10  | Martin Van Buren                                         | Martin Van Buren                             | New York                 | 28 marzo 1829     | 23 maggio 1831    |              | Andrew Jackson          |
| 11  | Edward Livingston                                        | Edward Livingston                            | Louisiana                | 24 maggio, 1831   | 29 maggio 1833    |              | Andrew Jackson          |
| 12  | Louis McLane                                             | Louis McLane                                 | Delaware                 | 29 maggio 1833    | 30 giugno 1834    |              | Andrew Jackson          |
| 13  | John Forsyth                                             | John Forsyth                                 | Georgia                  | 1º luglio 1834    | 4 marzo 1837      |              | Andrew Jackson          |
| 13  | John Forsyth                                             | John Forsyth                                 | Georgia                  | 4 marzo 1837      | 3 marzo 1841      |              | Martin Van Buren        |
| -   |                                                          | Jacob L. Martin (facente funzioni)           |                          | 4 marzo 1841      | 5 marzo 1841      |              | William Harrison        |
| 14  | Daniel Webster                                           | Daniel Webster                               | Massachusetts            | 6 marzo 1841      | 4 aprile 1841     |              | William Harrison        |
| 14  | Daniel Webster                                           | Daniel Webster                               | Massachusetts            | 8 aprile 1841     | 8 maggio 1843     |              | John Tyler              |
| -   |                                                          | Hugh S. Legaré (facente funzioni)            | Carolina del Sud         | 9 maggio 1843     | 20 giugno 1843    |              | John Tyler              |
| -   |                                                          | William S. Derrick (facente funzioni)        |                          | 21 giugno 1843    | 23 giugno 1843    |              | John Tyler              |
| 15  | Abel P. Upshur                                           | Abel Parker Upshur                           | Virginia                 | 24 giugno 1843    | 23 luglio 1843    |              | John Tyler              |
| 15  | Abel P. Upshur                                           | Abel Parker Upshur                           | Virginia                 | 24 luglio 1843    | 28 febbraio 1844  |              | John Tyler              |
| -   | John Nelson                                              | John Nelson (facente funzioni)               | Maryland                 | 29 febbraio 1844  | 31 marzo 1844     |              | John Tyler              |
| 16  | John C. Calhoun                                          | John C. Calhoun                              | Carolina del Sud         | 1º aprile 1844    | 10 marzo 1845     |              | John Tyler              |
| 17  | James Buchanan                                           | James Buchanan                               | Pennsylvania             | 10 marzo 1845     | 7 marzo 1849      |              | James K. Polk           |
| 18  | John M. Clayton                                          | John M. Clayton                              | Delaware                 | 8 marzo 1849      | 9 luglio 1850     |              | Zachary Taylor          |
| 18  | John M. Clayton                                          | John M. Clayton                              | Delaware                 | 9 luglio 1850     | 22 luglio 1850    |              | Millard Fillmore        |
| 19  | Daniel Webster                                           | Daniel Webster                               | Massachusetts            | 23 luglio 1850    | 24 ottobre 1852   |              | Millard Fillmore        |
| -   |                                                          | Charles M. Conrad (facente funzioni)         | Louisiana                | 25 ottobre 1852   | 5 novembre 1852   |              | Millard Fillmore        |
| 20  | Edward Everett                                           | Edward Everett                               | Massachusetts            | 6 novembre 1852   | 3 marzo 1853      |              | Millard Fillmore        |
| -   |                                                          | William Hunter (facente funzioni)            | Rhode Island             | 4 marzo 1853      | 7 marzo 1853      |              | Franklin Pierce         |
| 21  | William L. Marcy                                         | William Marcy                                | New York                 | 7 marzo 1853      | 6 marzo 1857      |              | Franklin Pierce         |
| 22  | Lewis Cass                                               | Lewis Cass                                   | Michigan                 | 6 marzo 1857      | 14 dicembre 1860  |              | James Buchanan          |
| -   |                                                          | William Hunter (facente funzioni)            | Rhode Island             | 15 dicembre 1860  | 16 dicembre 1860  |              | James Buchanan          |
| 23  | Jermiah S. Black                                         | Jeremiah S. Black                            | Pennsylvania             | 17 dicembre 1860  | 5 marzo 1861      |              | James Buchanan          |
| 24  | William M. Seward                                        | William H. Seward                            | New York                 | 5 marzo 1861      | 15 aprile 1865    |              | Abraham Lincoln         |
| 24  | William M. Seward                                        | William H. Seward                            | New York                 | 15 aprile 1865    | 4 marzo 1869      |              | Andrew Johnson          |
| 25  | Elihu B. Washburne                                       | Elihu B. Washburne                           | Illinois                 | 5 marzo 1869      | 16 marzo 1869     |              | Ulysses S. Grant        |
| 26  | Hamilton Fish                                            | Hamilton Fish                                | New York                 | 17 marzo 1869     | 4 marzo 1877      |              | Ulysses S. Grant        |
| 26  | Hamilton Fish                                            | Hamilton Fish                                | New York                 | 4 marzo 1877      | 12 marzo 1877     |              | Rutherford B. Hayes     |
| 27  | William M. Evarts                                        | William Maxwell Evarts                       | New York                 | 12 marzo 1877     | 7 marzo 1881      |              | Rutherford B. Hayes     |
| 28  | James G. Blaine                                          | James G. Blaine                              | Maine                    | 7 marzo 1881      | 19 settembre 1881 |              | James A. Garfield       |
| 28  | James G. Blaine                                          | James G. Blaine                              | Maine                    | 19 settembre 1881 | 19 dicembre 1881  |              | Chester Arthur          |
| 29  | Frederick T. Frelinghuysen                               | Frederick Theodore Frelinghuysen             | New Jersey               | 19 dicembre 1881  | 6 marzo 1885      |              | Chester Arthur          |
| 30  | Thomas F. Bayard                                         | Thomas F. Bayard                             | Delaware                 | 7 marzo 1885      | 6 marzo 1889      |              | Grover Cleveland        |
| 31  | James G. Blaine                                          | James G. Blaine                              | Maine                    | 7 marzo 1889      | 4 giugno 1892     |              | Benjamin Harrison       |
| -   |                                                          | William F. Wharton (facente funzioni)        | Massachusetts            | 4 giugno 1892     | 29 giugno 1892    |              | Benjamin Harrison       |
| 32  | John W. Foster                                           | John Watson Foster                           | Indiana                  | 29 giugno 1892    | 23 febbraio 1893  |              | Benjamin Harrison       |
| -   |                                                          | William F. Wharton (facente funzioni)        | Massachusetts            | 24 febbraio 1893  | 6 marzo 1893      |              | Benjamin Harrison       |
| -   | Grover Cleveland                                         | William F. Wharton (facente funzioni)        | Massachusetts            | 24 febbraio 1893  | 6 marzo 1893      |              |                         |
| 33  | Walter Q. Gresham                                        | Walter Quintin Gresham                       | Indiana                  | 7 marzo 1893      | 28 maggio 1895    |              |                         |
| -   | Edwin F. Uhl                                             | Edwin F. Uhl (facente funzioni)              | Michigan                 | 28 maggio 1895    | 9 giugno 1895     |              |                         |
| 34  | Richard Olney                                            | Richard Olney                                | Massachusetts            | 10 giugno 1895    | 5 marzo 1897      |              |                         |
| 35  | John Sherman                                             | John Sherman                                 | Ohio                     | 6 marzo 1897      | 27 aprile 1898    |              | William McKinley        |
| 36  | William R. Day                                           | William R. Day                               | Ohio                     | 28 aprile 1898    | 16 settembre 1898 |              | William McKinley        |
| -   |                                                          | Alvey A. Adee (facente funzioni)             | New York                 | 17 settembre 1898 | 29 settembre 1898 |              | William McKinley        |
| 37  | John Hay                                                 | John Hay                                     | Distretto di Columbia    | 30 settembre 1898 | 14 settembre 1901 |              | William McKinley        |
| 37  | John Hay                                                 | John Hay                                     | Distretto di Columbia    | 14 settembre 1901 | 1º luglio 1905    |              | Theodore Roosevelt      |
| -   |                                                          | Francis B. Loomis (facente funzioni)         | Ohio                     | 1º luglio 1905    | 18 luglio 1905    |              | Theodore Roosevelt      |
| 38  | Elihu Root                                               | Elihu Root                                   | New York                 | 19 luglio 1905    | 27 gennaio 1909   |              | Theodore Roosevelt      |
| 39  | Robert Bacon                                             | Robert Bacon                                 | New York                 | 27 gennaio 1909   | 5 marzo 1909      |              | Theodore Roosevelt      |
| 40  | Philander C. Knox                                        | Philander C. Knox                            | Pennsylvania             | 6 marzo 1909      | 5 marzo 1913      |              | William Howard Taft     |
| 41  | William Jennings Bryan                                   | William Jennings Bryan                       | Nebraska                 | 5 marzo 1913      | 9 giugno 1915     |              | Woodrow Wilson          |
| 42  | Robert Lansing                                           | Robert Lansing                               | New York                 | 9 giugno 1915     | 23 giugno 1915    |              | Woodrow Wilson          |
| 42  | Robert Lansing                                           | Robert Lansing                               | New York                 | 24 giugno 1915    | 13 febbraio 1920  |              | Woodrow Wilson          |
| -   | Frank Polk                                               | Frank Polk (facente funzioni)                | New York                 | 14 febbraio 1920  | 12 marzo 1920     |              | Woodrow Wilson          |
| 43  | Bainbridge Colby                                         | Bainbridge Colby                             | New York                 | 23 marzo 1920     | 4 marzo 1921      |              | Woodrow Wilson          |
| 44  | Charles Evans Hughes                                     | Charles Evans Hughes                         | New York                 | 5 marzo 1921      | 2 agosto 1923     |              | Warren Gamaliel Harding |
| 44  | Charles Evans Hughes                                     | Charles Evans Hughes                         | New York                 | 2 agosto 1923     | 4 marzo 1925      |              | Calvin Coolidge         |
| 45  | Frank B. Kellogg                                         | Frank B. Kellogg                             | Minnesota                | 5 marzo 1925      | 4 marzo 1929      |              | Calvin Coolidge         |
| 45  | Frank B. Kellogg                                         | Frank B. Kellogg                             | Minnesota                | 4 marzo 1929      | 28 marzo 1929     |              | Herbert Hoover          |
| 46  | Henry L. Stimson                                         | Henry L. Stimson                             | New York                 | 28 marzo 1929     | 4 marzo 1933      |              | Herbert Hoover          |
| 47  | Cordell Hull                                             | Cordell Hull                                 | Tennessee                | 4 marzo 1933      | 30 novembre 1944  |              | Franklin D. Roosevelt   |
| 48  | Edward R. Stettinius, Jr.                                | Edward Stettinius, Jr.                       | Virginia                 | 1º dicembre 1944  | 12 aprile 1945    |              | Franklin D. Roosevelt   |
| 48  | Edward R. Stettinius, Jr.                                | Edward Stettinius, Jr.                       | Virginia                 | 12 aprile 1945    | 27 giugno 1945    |              | Harry S. Truman         |
| -   |                                                          | Joseph Grew (facente funzioni)               | New Hampshire            | 28 giugno 1945    | 3 luglio 1945     |              | Harry S. Truman         |
| 49  | James F. Byrnes                                          | James F. Byrnes                              | Carolina del Sud         | 3 luglio 1945     | 21 gennaio 1947   |              | Harry S. Truman         |
| 50  | George C. Marshall                                       | George C. Marshall                           | Pennsylvania             | 21 gennaio 1947   | 20 gennaio 1949   |              | Harry S. Truman         |
| 51  | Dean G. Acheson                                          | Dean Acheson                                 | Connecticut              | 21 gennaio 1949   | 20 gennaio 1953   |              | Harry S. Truman         |
| -   |                                                          | Harrison F. Matthews (facente funzioni)      | Maryland                 | 20 gennaio 1953   | 21 gennaio 1953   |              | Dwight D. Eisenhower    |
| 52  | John Foster Dulles                                       | John Foster Dulles                           | New York                 | 21 gennaio 1953   | 22 aprile 1959    |              | Dwight D. Eisenhower    |
| 53  | Christian A. Herter                                      | Christian Archibald Herter                   | Massachusetts            | 22 aprile 1959    | 20 gennaio 1961   |              | Dwight D. Eisenhower    |
| -   |                                                          | Livingston T. Merchant (facente funzioni)    | Distretto di Columbia    | 20 gennaio 1961   | 21 gennaio 1961   |              | John F. Kennedy         |
| 54  | Dean Rusk                                                | Dean Rusk                                    | New York                 | 21 gennaio 1961   | 22 novembre 1963  |              | John F. Kennedy         |
| 54  | Dean Rusk                                                | Dean Rusk                                    | New York                 | 22 novembre 1963  | 20 gennaio 1969   |              | Lyndon B. Johnson       |
| -   |                                                          | Charles E. Bohlen (facente funzioni)         | Distretto di Columbia    | 20 gennaio 1969   | 22 gennaio 1969   |              | Richard Nixon           |
| 55  | William P. Rogers                                        | William P. Rogers                            | Maryland                 | 22 gennaio 1969   | 3 settembre 1973  |              | Richard Nixon           |
| -   |                                                          | Kenneth Rush (facente funzioni)              | Florida                  | 3 settembre 1973  | 22 settembre 1973 |              | Richard Nixon           |
| 56  | Henry A. Kissinger                                       | Henry Kissinger                              | Distretto di Columbia    | 22 settembre 1973 | 9 agosto 1974     |              | Richard Nixon           |
| 56  | Henry A. Kissinger                                       | Henry Kissinger                              | Distretto di Columbia    | 9 agosto 1974     | 20 gennaio 1977   |              | Gerald Ford             |
| -   |                                                          | Philip Habib (facente funzioni)              | California               | 20 gennaio 1977   | 23 gennaio 1977   |              | Jimmy Carter            |
| 57  | Cyrus R. Vance                                           | Cyrus Vance                                  | Virginia Occidentale     | 23 gennaio 1977   | 28 aprile 1980    |              | Jimmy Carter            |
| -   |                                                          | Warren Christopher (facente funzioni)        | California               | 28 aprile 1980    | 2 maggio 1980     |              | Jimmy Carter            |
| -   |                                                          | David D. Newsom (facente funzioni)           |                          | 2 maggio 1980     | 3 maggio 1980     |              | Jimmy Carter            |
| -   |                                                          | Richard N. Cooper (facente funzioni)         |                          | 3 maggio 1980     |                   |              | Jimmy Carter            |
| -   |                                                          | David D. Newsom (facente funzioni)           |                          | 3 maggio 1980     | 4 maggio 1980     |              | Jimmy Carter            |
| -   |                                                          | Warren Christopher (facente funzioni)        | California               | 4 maggio 1980     | 8 maggio 1980     |              | Jimmy Carter            |
| 58  | Edmund Muskie                                            | Edmund Muskie                                | Maine                    | 8 maggio 1980     | 20 gennaio 1981   |              | Jimmy Carter            |
| 59  | Alexander Haig                                           | Alexander Haig                               | Connecticut              | 22 gennaio 1981   | 5 luglio 1982     |              | Ronald Reagan           |
| -   | Walter John Stoessel, Jr.                                | Walter John Stoessel, Jr. (facente funzioni) | California               | 5 luglio 1982     | 16 luglio 1982    |              | Ronald Reagan           |
| 60  | George P. Shultz                                         | George P. Shultz                             | California               | 16 luglio 1982    | 20 gennaio 1989   |              | Ronald Reagan           |
| -   |                                                          | Michael Armacost (facente funzioni)          | Maryland                 | 20 gennaio 1989   | 25 gennaio 1989   |              | George H. W. Bush       |
| 61  | James Baker                                              | James Baker                                  | Texas                    | 25 gennaio 1989   | 23 agosto 1992    |              | George H. W. Bush       |
| 62  | Lawrence Eagleburger                                     | Lawrence Eagleburger                         | Wisconsin                | 23 agosto 1992    | 8 dicembre 1992   |              | George H. W. Bush       |
| 62  | Lawrence Eagleburger                                     | Lawrence Eagleburger                         | Wisconsin                | 8 dicembre 1992   | 20 gennaio 1993   |              | George H. W. Bush       |
| -   |                                                          | Arnold Kanter (facente funzioni)             | Virginia                 | 20 gennaio 1993   |                   | Bill Clinton |                         |
| -   |                                                          | Frank G. Wisner (facente funzioni)           |                          | 20 gennaio 1993   |                   | Bill Clinton |                         |
| 63  | Warren Christopher                                       | Warren Christopher                           | California               | 20 gennaio 1993   | 17 gennaio 1997   | Bill Clinton |                         |
| 64  | Madeleine Albright                                       | Madeleine Albright                           | Distretto della Columbia | 23 gennaio 1997   | 20 gennaio 2001   | Bill Clinton |                         |
| 65  | Colin Powell                                             | Colin Powell                                 | Virginia                 | 20 gennaio 2001   | 26 gennaio 2005   |              | George W. Bush          |
| 66  | Condoleezza Rice                                         | Condoleezza Rice                             | California               | 26 gennaio 2005   | 20 gennaio 2009   |              | George W. Bush          |
| -   |                                                          | William Joseph Burns (facente funzioni)      | Distretto della Columbia | 20 gennaio 2009   | 21 gennaio 2009   |              | Barack Obama            |
| 67  | Hillary Clinton                                          | Hillary Clinton                              | New York                 | 21 gennaio 2009   | 1º febbraio 2013  |              | Barack Obama            |
| 68  | John Kerry                                               | John Kerry                                   | Massachusetts            | 1º febbraio 2013  | 20 gennaio 2017   |              | Barack Obama            |
| -   |                                                          | Tom Shannon (facente funzioni)               | Minnesota                | 20 gennaio 2017   | 1º febbraio 2017  |              | Donald Trump            |
| 69  | Rex Tillerson                                            | Rex Tillerson                                | Texas                    | 1º febbraio 2017  | 31 marzo 2018     |              | Donald Trump            |
| -   |                                                          | John J. Sullivan (facente funzioni)          | Massachusetts            | 1º aprile 2018    | 26 aprile 2018    |              | Donald Trump            |
| 70  | Mike Pompeo                                              | Mike Pompeo                                  | Kansas                   | 26 aprile 2018    | 20 gennaio 2021   |              | Donald Trump            |
| -   |                                                          | Daniel Bennett Smith (facente funzioni)      | Virginia                 | 20 gennaio 2021   | 26 gennaio 2021   |              | Joe Biden               |
| 71  |                                                          | Antony Blinken                               | New York                 | 26 gennaio 2021   | 20 gennaio 2025   |              | Joe Biden               |
| -   |                                                          | Lisa Kenna (facente funzioni)                | Vermont                  | 20 gennaio 2025   | 21 gennaio 2025   |              | Donald Trump            |
| 72  | Official portrait of Secretary Marco Rubio, January 2025 | Marco Rubio                                  | Florida                  | 21 gennaio 2025   | in carica         |              | Donald Trump            |